# Wolga-Duitse Autonome Socialistische Sovjetrepubliek
De Wolga-Duitse Autonome Socialistische Sovjetrepubliek (Russisch: Автономная Социалистическая Советская Республика Немцев Поволжья,  Avtonomnaja Sovjetskaja Sosialistitsjeskaja Respoeblika Nemtsev Povolz'ja) (Duits: Autonome Sozialistische Sowjetrepublik der Wolgadeutschen  of ASSR der Wolga-Duitsers (Russisch: АССР Немцев Поволжья) was een autonome socialistische sovjetrepubliek van de Sovjet-Unie.  De hoofdstad was Engels tot 1931 ook bekend als "Pokrovsk" of "Kozakenstadt" aan de Wolga.

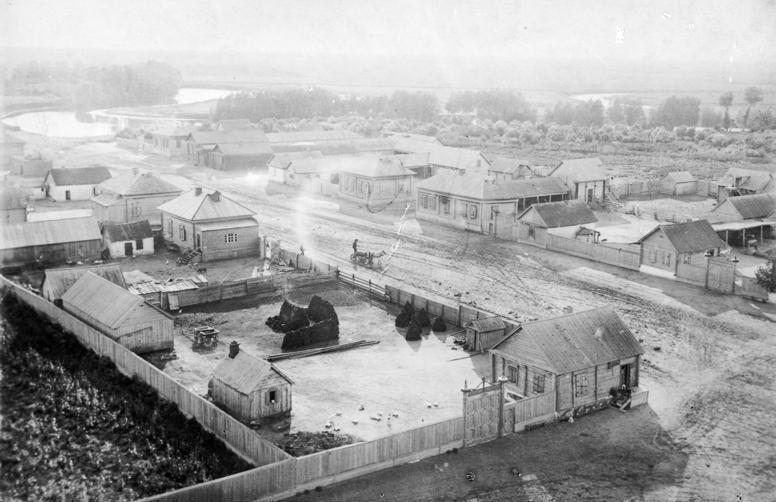
Streckerau, 1920 (Novokamenk in oblast Saratov)

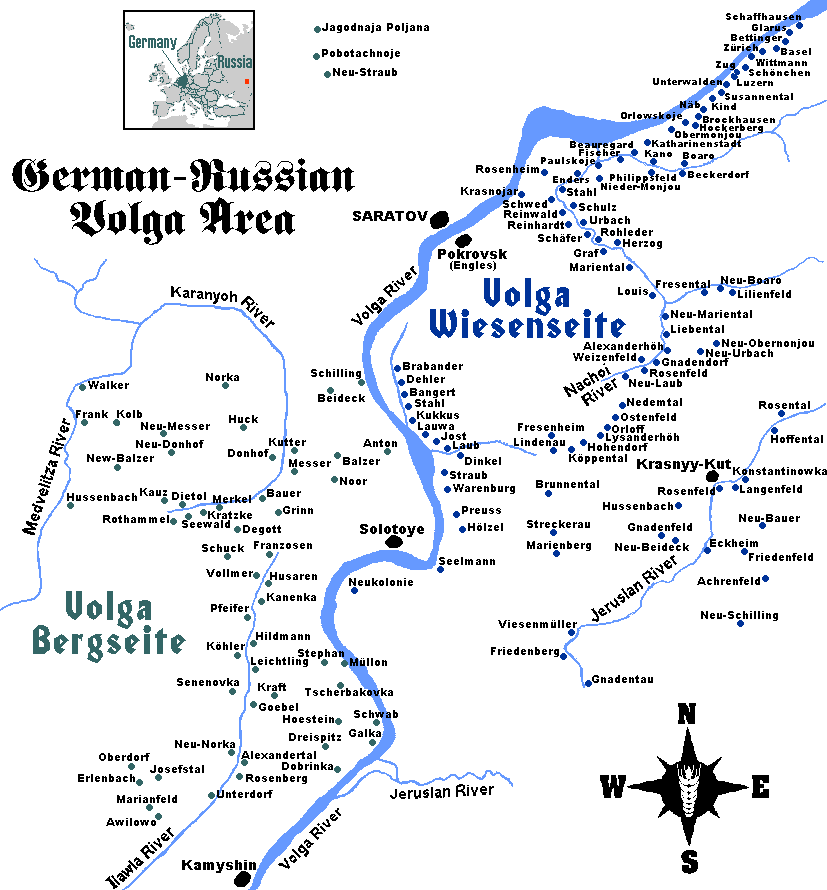
kaart van Wolga-Duitse steden en nederzettingen

## Geschiedenis
De republiek ontstond na de Russische Revolutie toen in het gouvernement Samara door een decreet van de Russische overheid de Wolga-Duitse Arbeidersgemeenschap op 29 oktober 1918 een speciale status gaf. De Sovjet-Duitsers kregen een speciale status ten opzichte van alle andere niet-Russische volkeren in de Sovjet-Unie. Op 20 februari 1924 kreeg de republiek de status van autonome socialistische sovjetrepubliek door de verklaring van het Heel-Russisch Centraal Uitvoerend Comité en de Raad van Volkscommissarissen van de RSFSR. Het werd na de Sovjetrepubliek Donetsk-Krivoj Rog de tweede nationale autonome eenheid in de Sovjet-Unie. De republiek omvatte het gebied van de nederzettingen de Wolga-Duitsers, in 1897 bestaande uit 1,8 miljoen inwoners, een grote minderheid in Rusland.
De Wolga-Duitse Autonome Socialistische Sovjetrepubliek bestond uit veertien kantons: Fjodorovka, Krasnyj-Koet, Tonkostsjoerovka, Krasnojar, Pokrovsk, Koekkoes, Staraja Poltava, Pallasovka, Kamenka, Zolotoje, Marxstadt, Frank, Seelmann, en Balzer.
Na de Russische Revolutie kwamen de religieuze Wolga-Duitsers, waarvan 76% het lutherse geloof aanhing, in conflict met de antireligieuze bolsjewieken. Na 1919 werden priesters aangeduid als antirevolutionaire propagandisten en naar de goelags in Siberië gestuurd. 
Tijdens de Russische Burgeroorlog  (1917-1922) sloten de Wolga-Duitsers zich aan bij het Witte Leger waarop het Rode Leger aan het einde van de oorlog vergeldingsaanvallen uitvoerde. De hongersnood die door de Sovjet-Unie waarde kostte het leven van een derde van de Wolga-Duitsers.
Op het moment van de verklaring van de autonomie werd de amnestie voor de Wolga-Duitsers aangekondigd. De amnestie werd eerst van kracht voor een klein deel van de bevolking. Volgens de Korenizatsija, die in de jaren 1920 in de Sovjet-Unie doorgevoerd werd, werd de Duitse taal gepromoot in officiële documenten en de Duitsers werden aangemoedigd om in het bestuur deel te nemen. Volgens de volkstelling van 1939 woonden er in de autonome Sovjetrepubliek 366.685 Duitsers op een totale bevolking van 605.500. De oppervlakte van de Wolga-Duitse ASSR bedroeg 27.400 km². De voormalige republiek bevindt zich in de huidige oblast Saratov, waarvan de oppervlakte 100.200 km² meet en die in 2002 2.668.310 inwoners telde.
De  Duitse invasie in Rusland maakte in 1941 een einde aan de Wolga-Duitse Autonome Socialistische Sovjetrepubliek. Op 28 augustus 1941 vaardigde Jozef Stalin een decreet uit waarbij de Wolga-Duitsers uit de Sovjet-Unie verbannen werden en de betreffende sovjetrepubliek werd hierna afgeschaft. De Wolga-Duitsers werden naar de Kazachse Autonome Socialistische Sovjetrepubliek en Siberië verbannen omdat ze volgens het sovjetbewind als Duitse spionnen konden werken. Vele Wolga-Duitsers werden geïnterneerd naar werkkampen die voornamelijk naar afkomst ingedeeld werden. De republiek werd op 7 september 1941 wettelijk afgeschaft. Na de oorlog werden de Wolga-Duitsers gedwongen om een contract tekenen waarin ze verklaarden dat ze nooit meer naar het gebied aan de Wolga terug zouden keren.
Na de dood van Stalin in 1953 verbeterde de situatie voor de Wolga-Duitsers behoorlijk. In 1964 werd er een nieuw decreet op de agenda waar de sovjet-regering schuld bekende voor het onnodig oppakken van onschuldige burgers en de Sovjet burgers moesten de Wolga-Duitsers helpen bij hun economische en culturele groei. Ondanks het bestaan van een Sovjet-communistische staat in de vorm van de DDR na de Tweede Wereldoorlog, werd de Wolga-Duitse Autonome Socialistische Sovjetrepubliek niet meer opgericht en het gebied werd onderdeel van de oblast Saratov en de oblast Wolgograd
Vanaf het begin van de jaren 80 en vooral na de val van het communisme in Oost-Europa emigreerden veel Wolga-Duitsers naar Duitsland. Ze maakten gebruik van het Duitse recht van terugkeer en dit recht gaf het burgerrecht aan die als vluchteling of uitgezet waren en iedereen die kan bewijzen dat ze zelf, hun echtgenoot of afstammeling van Duitse afkomst waren. De emigratie voltrok ondanks het feit dat veel huidige Wolga-Duitsers geen Duits kunnen spreken of de taal slecht beheersten. In de jaren 1990 maakte de Duitse overheid het moeilijker om Russen van Duitse afkomst in Duitsland te laten wonen vooral als ze niet het Wolga-Duitse dialect spraken.

## Bestuurders

### Staatshoofd
- 1918-1919 Ernst Reuter (1889–1953) (Duits diplomaat en burgemeester van Berlijn)
- 1919-1920 Adam Reichert (1869–1936) (docent, journalist en lid van een kolchoze)
- 1920 Aleksander Dotz (1890-1965+) (soldaat in de Eerste Wereldoorlog)
- 1920-1921 Vasilii Pakun
- 1921-1922 Alexander Moor (1889–1938) (soldaat in de Eerste Wereldoorlog en de Russische Burgeroorlog, Russische generaal, vermoord in Tasjkent)
- 1922-1924 Wilhelm Kurz (1892–1938) (ondernemer, vermoord)
- 1924-1930 Johannes Schwab (1888–1938) (vermoord)
- 1930-1934 Andrew Gleim (1892–1954)
- 1934-1935 Heinrich Fuchs (?-1938) (vermoord)
- 1935-1936 Adam Welsch (1893–1937) (soldaat in de Eerste Wereldoorlog, vermoord)
- 1936-1937 Heinrich Lüft (1899–1937) (vermoord)
- 1937-1938 David Rosenberger (?-?)

Voorzitter van de Opperste Sovjet
- 1938-1941 Konrad Hoffmann (1894-?) (soldaat in de Eerste Wereldoorlog, spoormedewerker)

### Regeringsleiders
Volkscommissaris van de republiek die ontstond op 12 januari 1924 bij de verklaring tijdens de eerste sessie van het Centrale Uitvoerend Comité van de republiek
- 1924-1929 Wilhelm Kurz (1892–1938) (ondernemer, vermoord)
- 1929-1930 Andrew Gleim (1892–1954)
- 1930-1935 Heinrich Fuchs (?-1938) (vermoord)
- 1935-1936 Adam Welsch (1893–1937) (soldaat in de Eerste Wereldoorlog, regionale partijleider, vermoord)
- 1936-1937 Heinrich Lüft (1899–1937) (vermoord)
- 1937-1938 Vladimir Dalinger (1902-1965+) (soldaat in de Russische Burgeroorlog, leider van de veiligheidstroepen)
- 1938-1941 Aleksander Heckman (1908–1994) (ingenieur, overlever van de goelag)

### Voorzitter van de raad voor staatveiligheid
Hoofd van de raad voor politie
- 1926-1929 Jakob Bodesko-Michali (1892–1937)  (Soldaat in de Eerste Wereldoorlog voor Oostenrijk-Hongarije en de Russische Burgeroorlog, Tsjeka, Russische officier, vermoord)
- 1929-1932 Andrei Adamovitsj (1891–1948)  (Soldaat in de Eerste Wereldoorlog  en de Russische Burgeroorlog, Russische generaal, Tsjaka, ontslagen uit het bestuur van de NKVD in 1939, lid van de  Orde van de Rode Ster (Sovjet-Unie))

NKVD (volkscommissariaat voor interne zaken)
- 1934-1935 Aleksandr Boebennov (tijdelijk bevoegd)
- 1935-1937 CPT Samuil Denotkin
- 1937 1LT Vladimir Dalinger
- 1937-1938 1LT Illja Ressin
- 1938 LT Ivan Shuster (tijdelijk bevoegd)
- 1938-1941 CPT Aleksander Astachov
- 1941 MAJ Vladimir Gubin (1904–1972) (Komsomol activist, Oekraïense partijleider, Tsjaka, Russische staatsman,  Ereteken van de Sovjet-Unie,  Orde van de Rode Vlag van de Arbeid (Sovjet-Unie),  Orde van de Patriottische Oorlog, Orde van de Rode Ster (Sovjet-Unie)